# Blessing Bethlehem
Blessing Bethlehem è un'iniziativa di raccolta fondi di beneficenza con lo scopo di aiutare i cristiani perseguitati che vivono nella città di Betlemme e nelle aree circostanti. È stata creata nel settembre 2016 dal rabbino Pesach Wolicki, del Centro per la cooperazione e l'intesa ebraico-cristiana (CJCUC), al LifeLight Festival di Sioux Falls, Sud Dakota.

## Storia
Nel 2015, il rabbino Pesach Wolicki si è recato a Sioux Falls, come parte di uno sforzo educativo per conto della CJCUC, dove ha sentito parlare di una guida alimentare locale a Faith Temple. Più tardi, dopo aver incontrato il pastore Naim Khory di Gerusalemme, fu presa la decisione di estendere gli sforzi del gruppo nella direzione di nutrire i poveri di Betlemme.
In una pubblicazione del settembre 2016 sull'Aurgus Leader, Wolicki ha affermato che nel Libro di Mosè gli ebrei sono ordinati da Dio di "prendersi cura dello straniero in mezzo a loro" spiegando che la popolazione cristiana di Betlemme non è "in un paese come la Siria o Iraq dove non abbiamo accesso a loro e non possiamo aiutarli - Possiamo aiutarli ". Ha anche affermato che il popolo ebraico è principalmente preoccupato per la persecuzione dei cristiani nel mondo a causa della storia della persecuzione vissuta dagli stessi ebrei.
In un'intervista del settembre 2018, Wolicki ha ulteriormente approfondito l'importanza di stabilire "Blessing Bethlehm" affermando che "la terra dell'Alleanza richiede una responsabilità di alleanza".